# Euproctis cerealces
Euproctis cerealces är en fjärilsart som beskrevs av Collenette 1961. Euproctis cerealces ingår i släktet Euproctis och familjen tofsspinnare. Inga underarter finns listade i Catalogue of Life.